# Кінна поліція

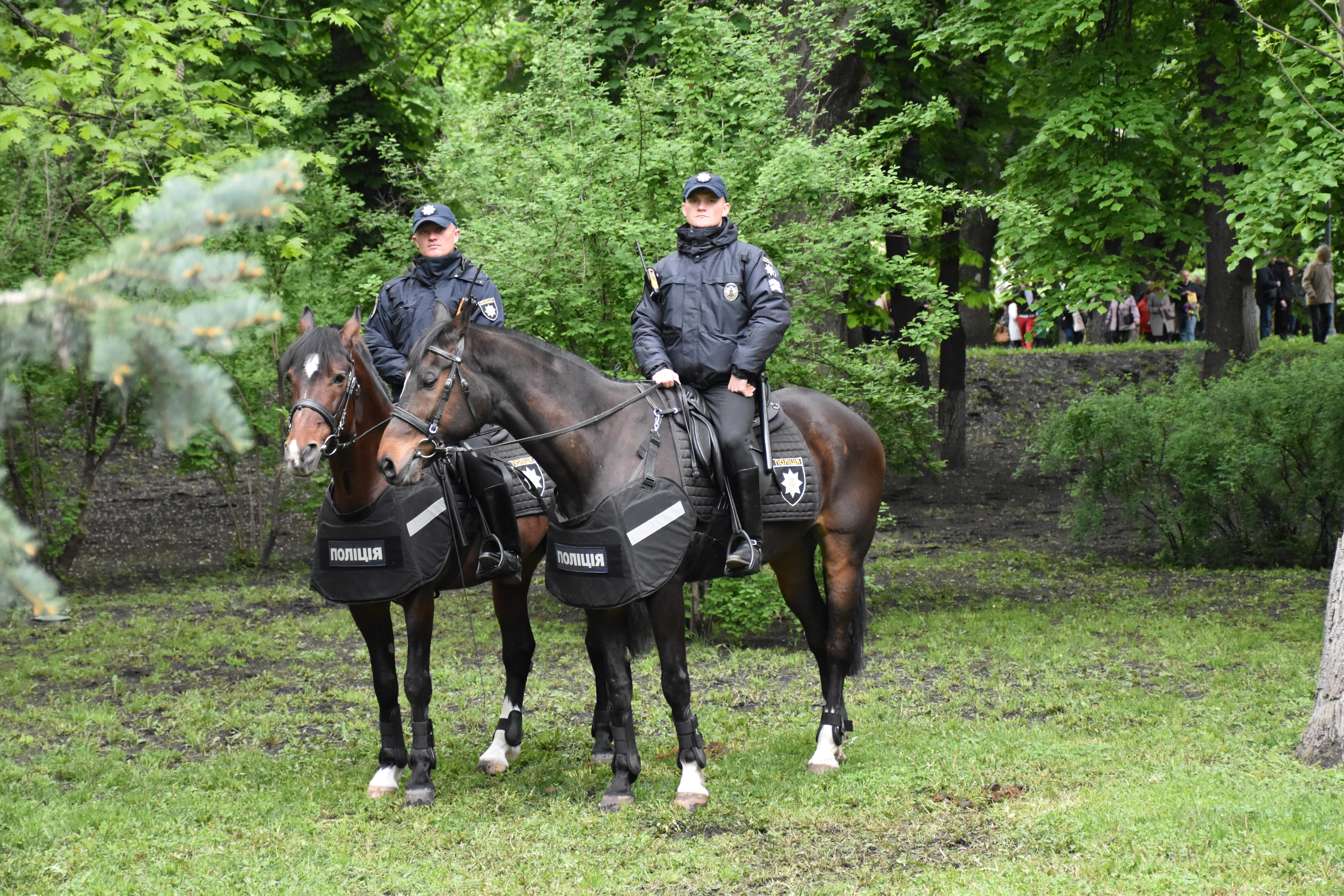
Кінна поліція України, 2019 р.

Кінна поліція — це поліція, яка патрулює на конях. Їх повсякденна функція, як правило, церемоніальна, або ж для привернення уваги до порядку, але вони також використовуються безпосередньо для боротьби на законних підставах з натовпом через їх переваги щодо маси та висоти, коли піших поліцейських недостатньо, і звичайно ж, для запобігання злочинам та у ролі помічника поліцейського. 

## Опис
Коні полегшують і забезпечують безпеку багатьох видів поліцейської роботи. Більшість людей мають бути знайомі з тим, як поліція здійснює контроль натовпу на конях, що має сенс, оскільки висота коня дає їм кращі можливості огляду території. Кінне патрулювання особливо актуальне і необхідне в парках та на відкритих туристичних територіях, які важче подолати пішки або автомобілем. Кінну поліцію можна знайти на всіх континентах, крім Антарктиди. Загалом у кінної поліції є як свої плюси, так і мінуси.

### Переваги
- Додаткова висота і видимість, які надають коні своїм вершникам, дозволяють офіцерам спостерігати за ширшою територією, а також дозволяють людям у більш широкій зоні бачити офіцерів, що допомагає стримувати злочинність і допомагає людям знаходити офіцерів, коли вони їм потрібні.
- Кінний патруль необхідний для охорони публічного порядку в місцях масового відпочинку громадян, в зелених паркових зонах та в місцях, куди важко дістатись решті патрулів.
- Окрім переваг над крупногабаритними автомобілями однозначним плюсом є тиха поведінка коней порівняно з галасом, шумом, тривогою та панікою, яку створюють сирени під час їх використання.
- Видима присутність поліції допомагає запобігти злочинності і вдень, і вночі.
- Під час відбору кандидатів до кінної поліції одним із основних пріоритетів є любов до тварин, під час цієї непростої та відповідальної служби кінь стає повноцінним напарником інспектора кавалерійської роти.
- Всі інспектори кінної патрульної поліції проходять підготовку щонайменше з трьома інструкторами. Тривалість підготовки індивідуальна і залежить від здібностей патрульних поліцейських, що свідчить про висококваліфікованість даної посади.
- Коні, які використовуються в поліції також проходять відбір на витривалість, стресостійкість, техніку виконання команд та інші характеристики, а їх тренування, на відміну від патрулювання, продовжуються увесь рік.
- В Україні тривалість одного патрулювання не перевищує 6 годин в теплий день та 3 години — в холодний, після чого коней ведуть на відпочинок.

Приклади кінної поліції
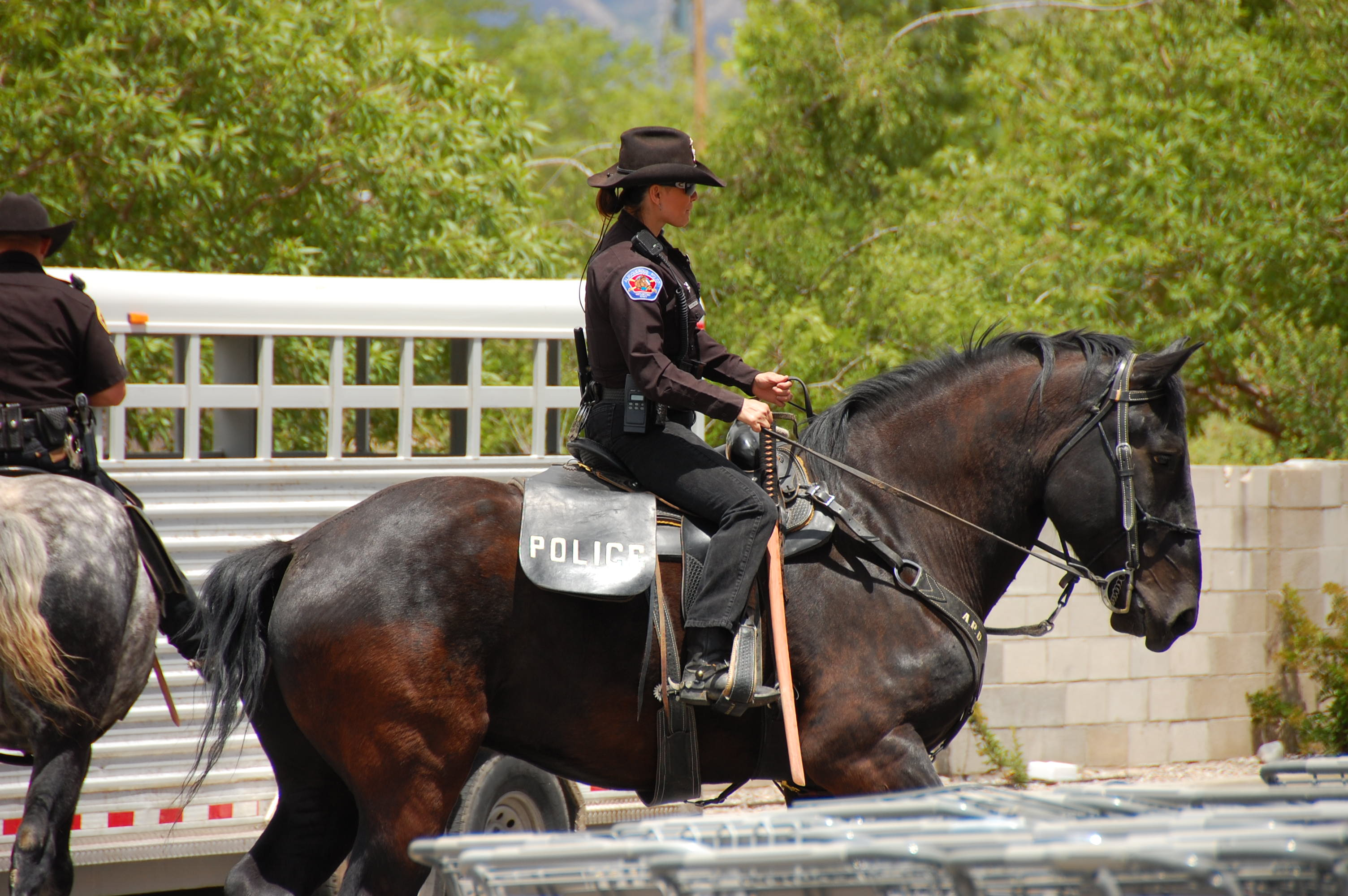
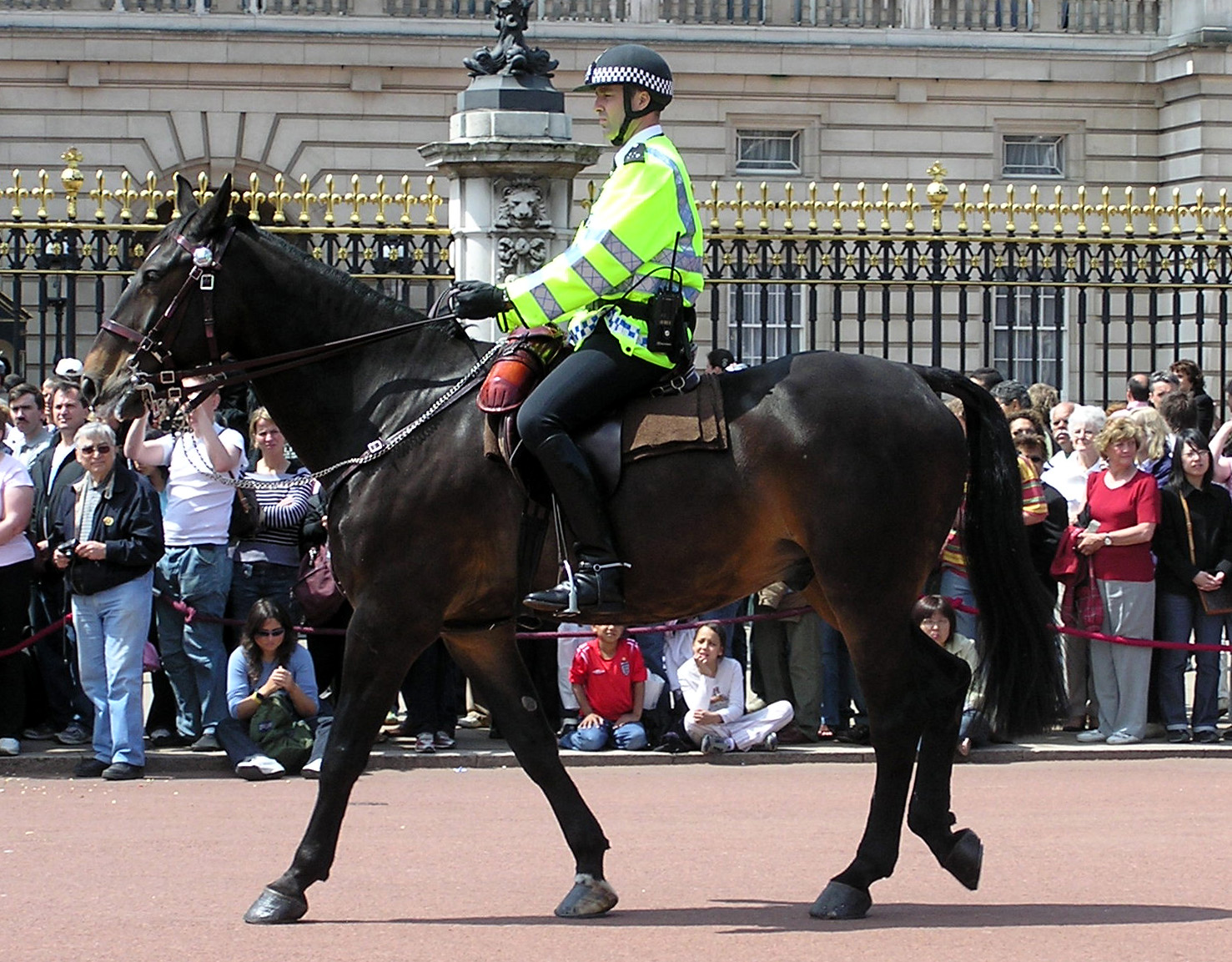
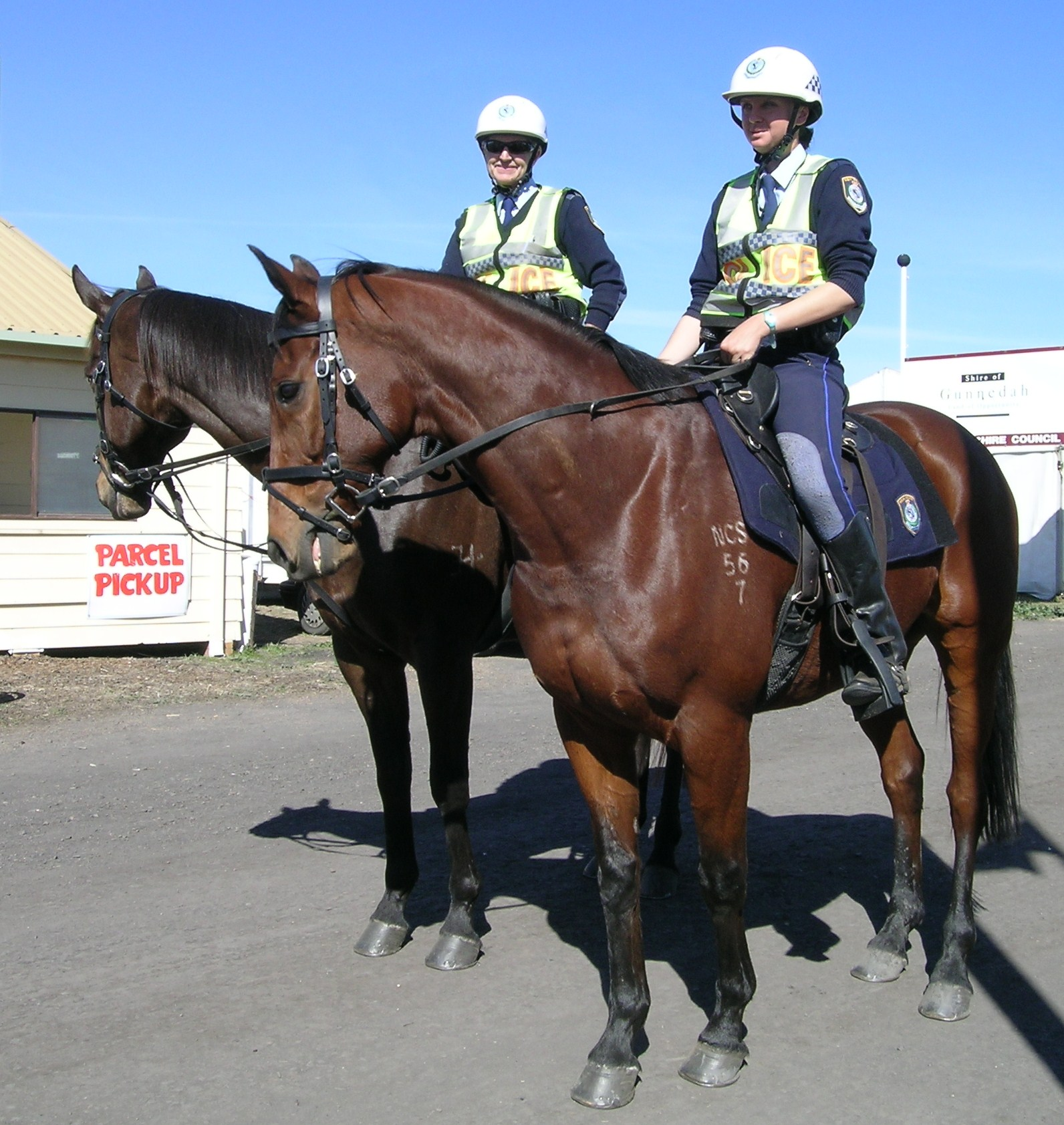
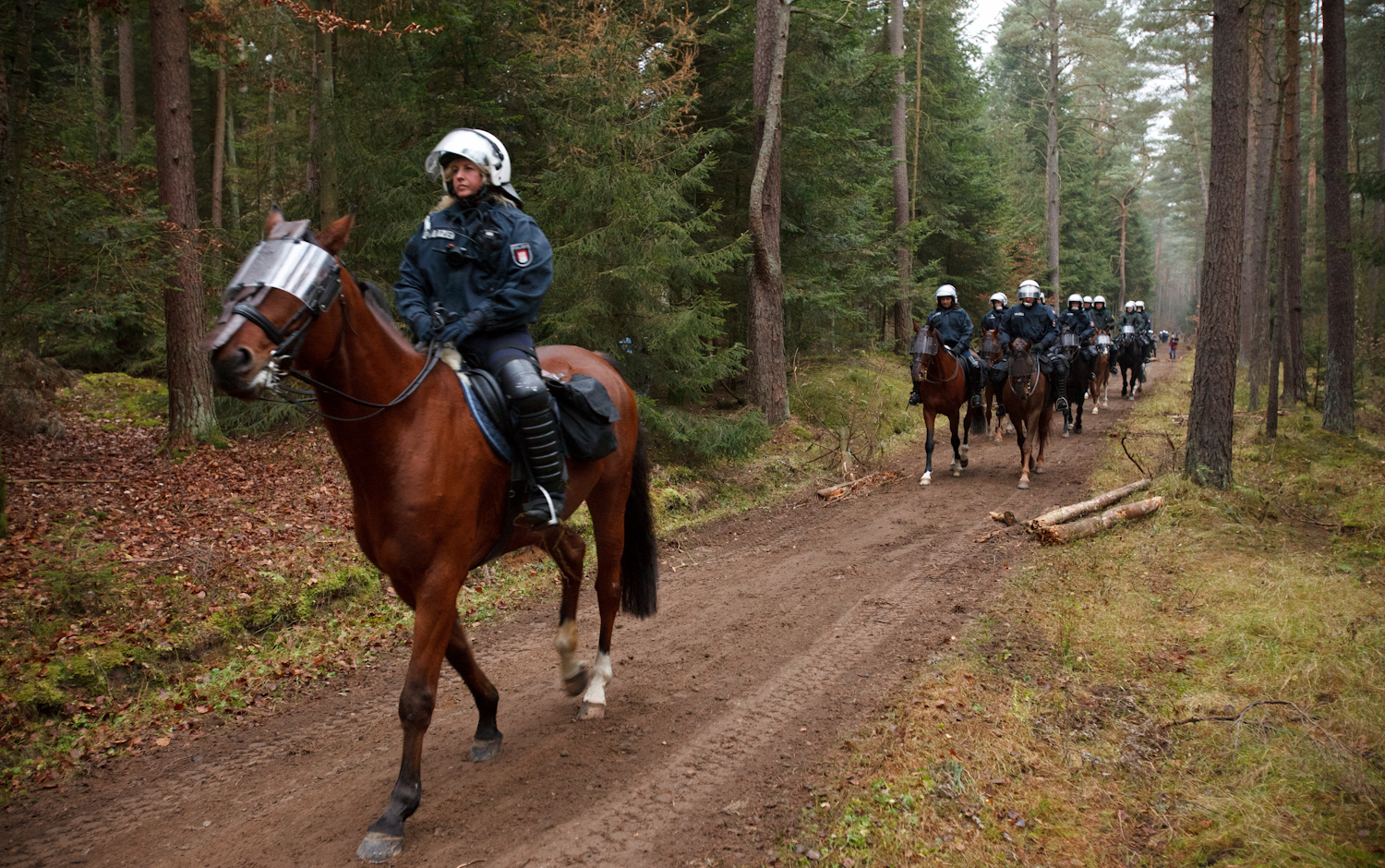
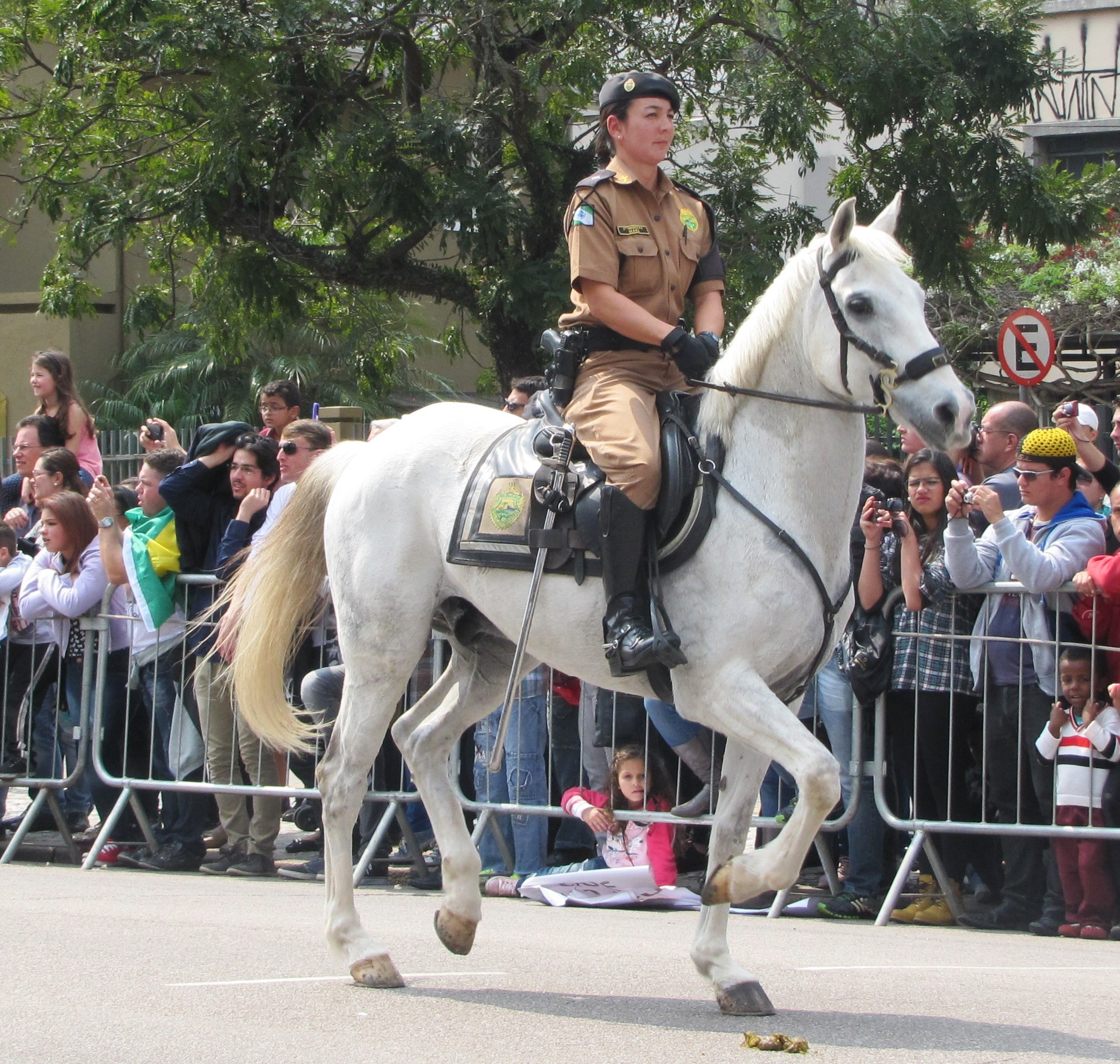
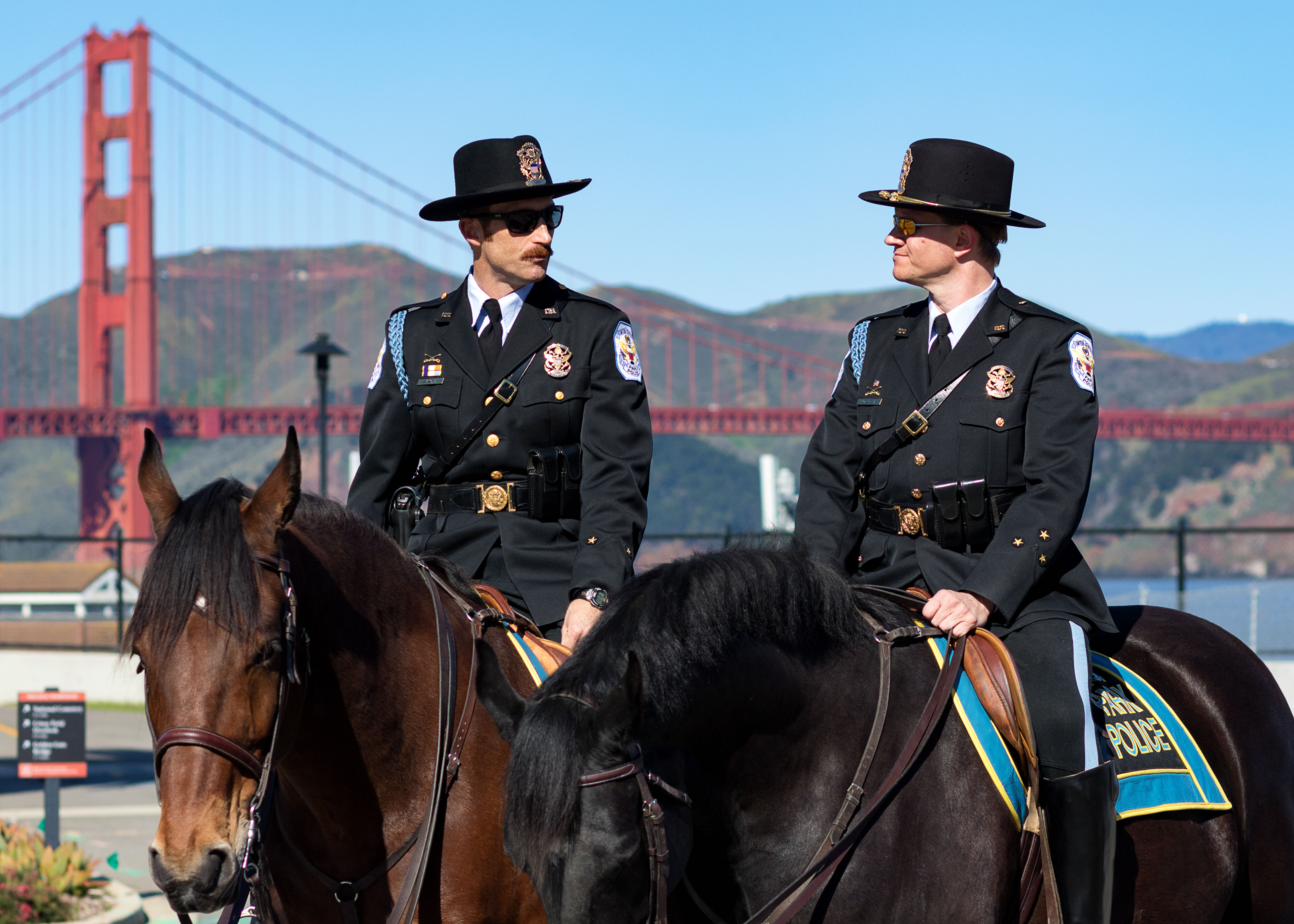
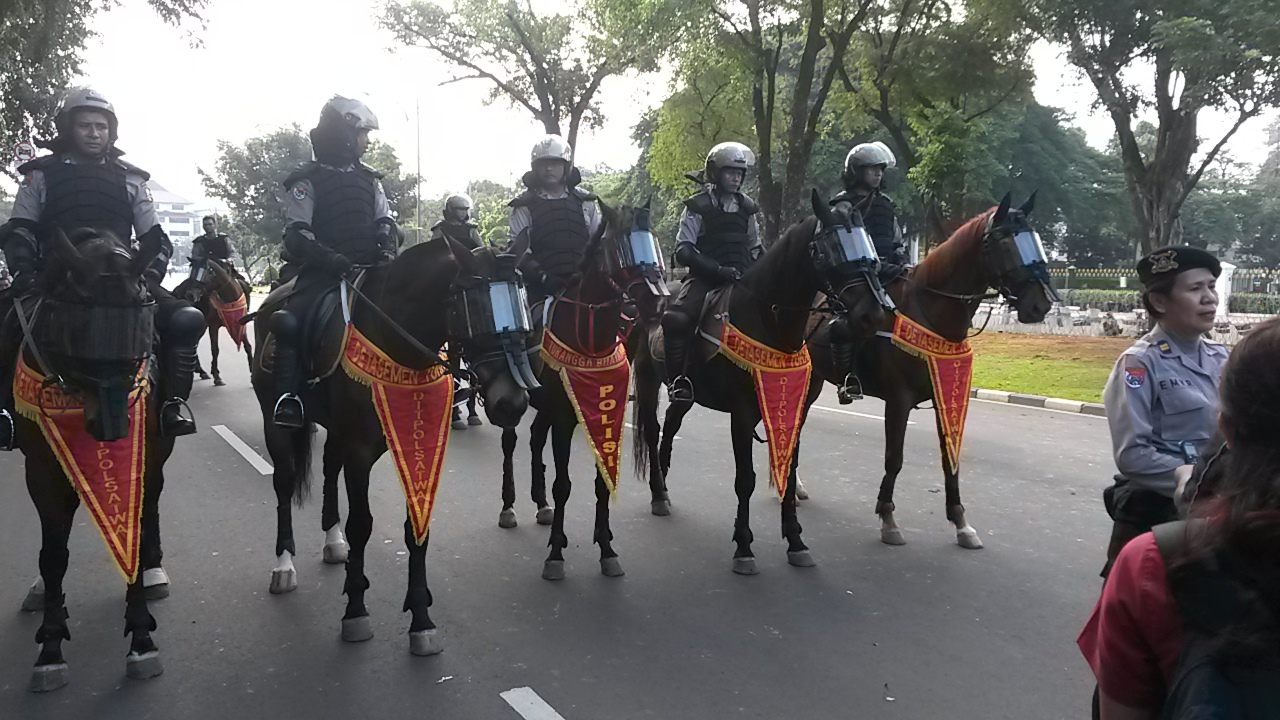
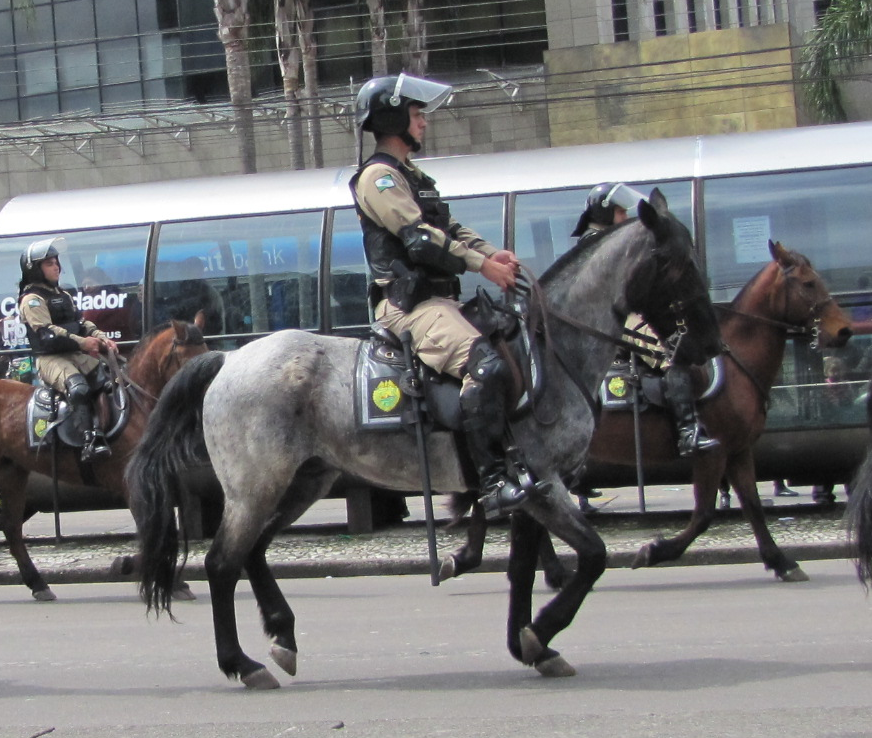
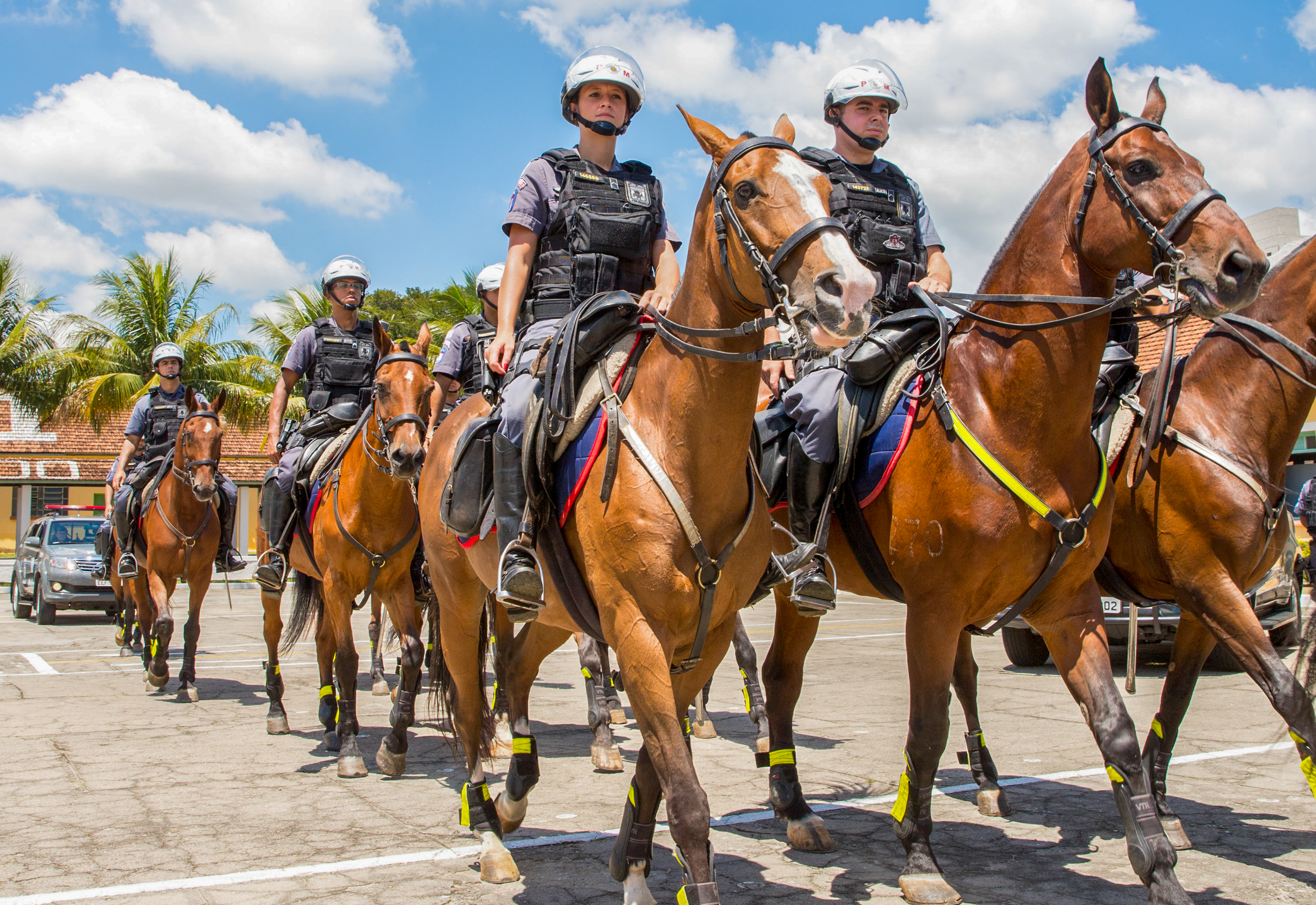
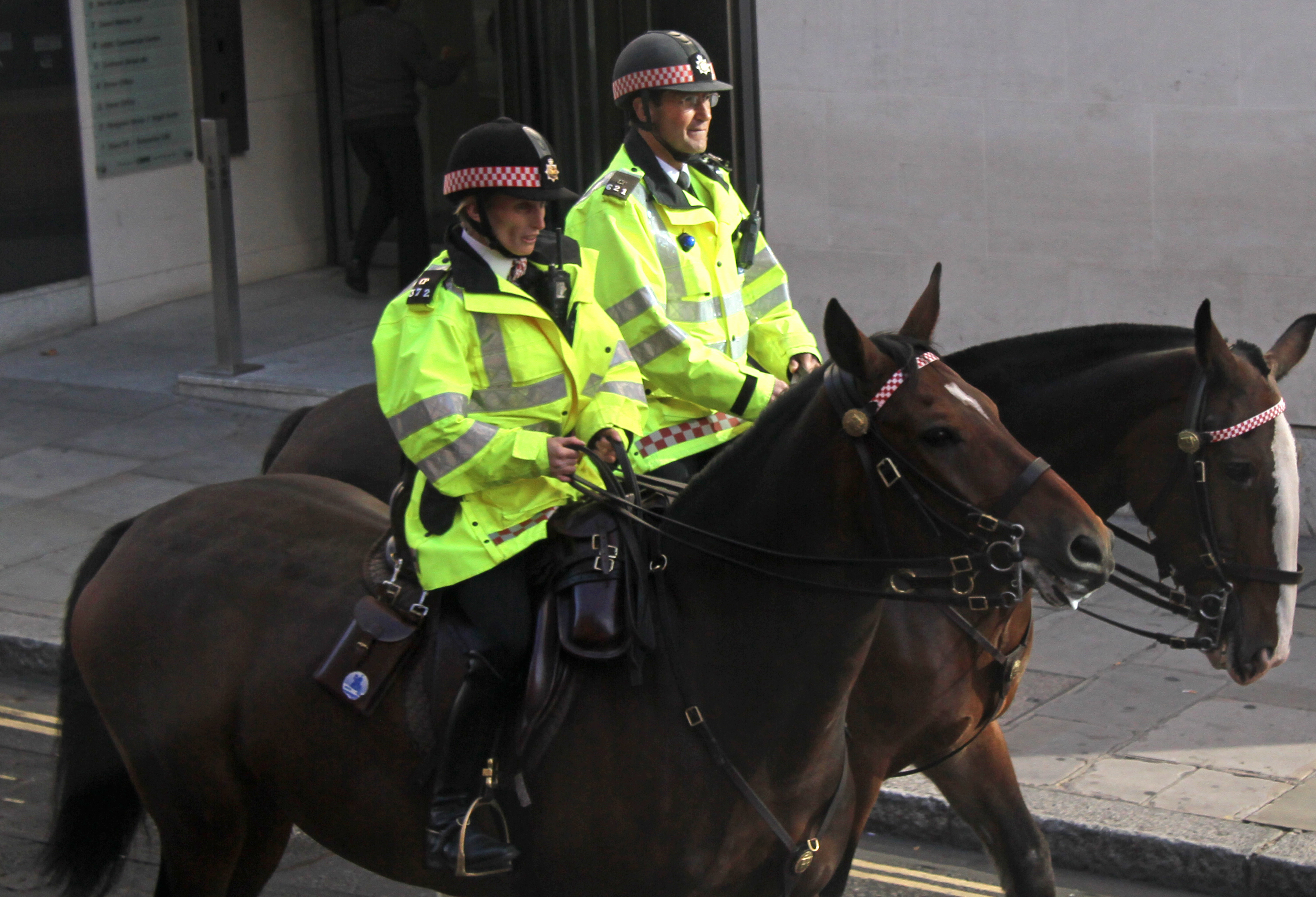
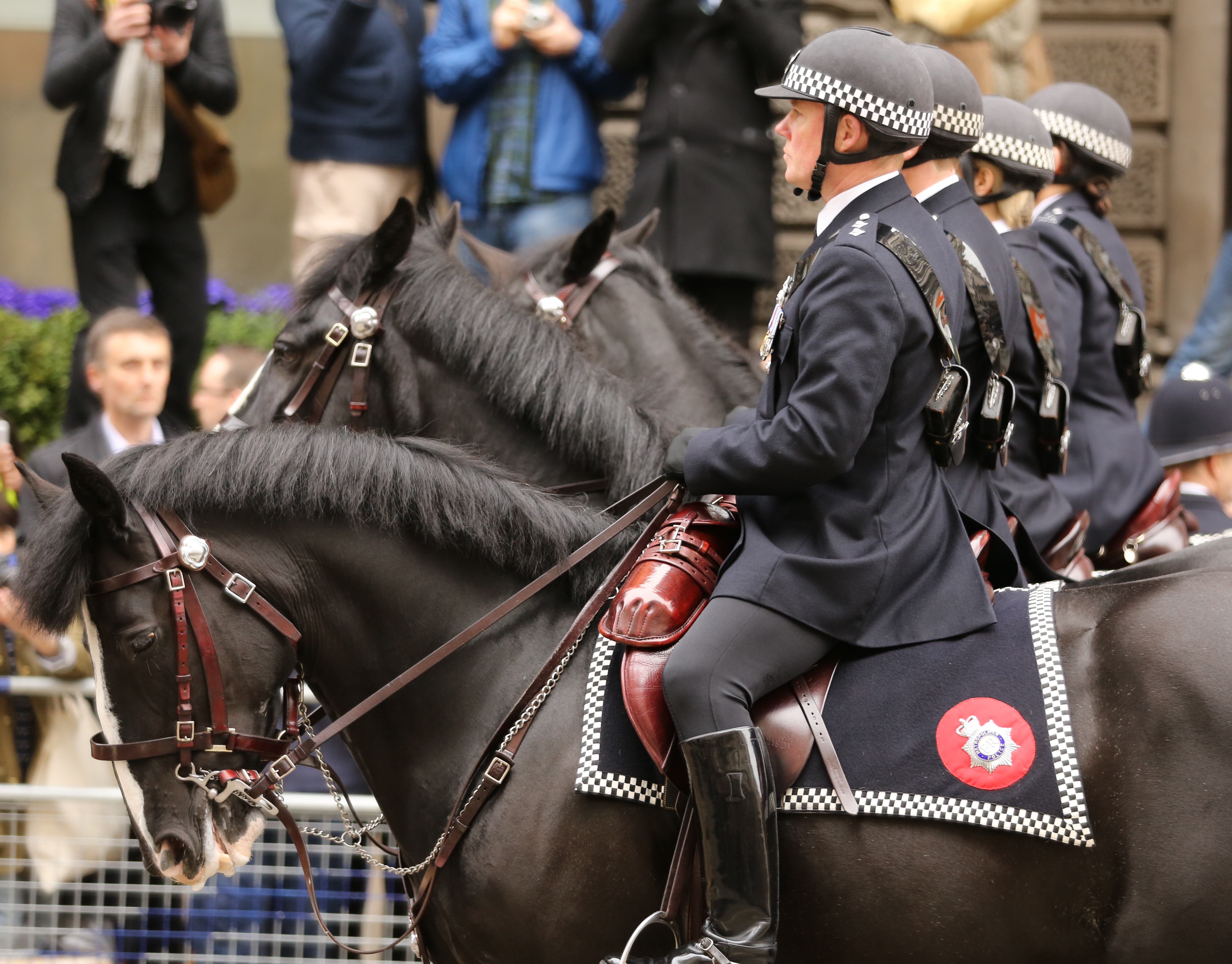
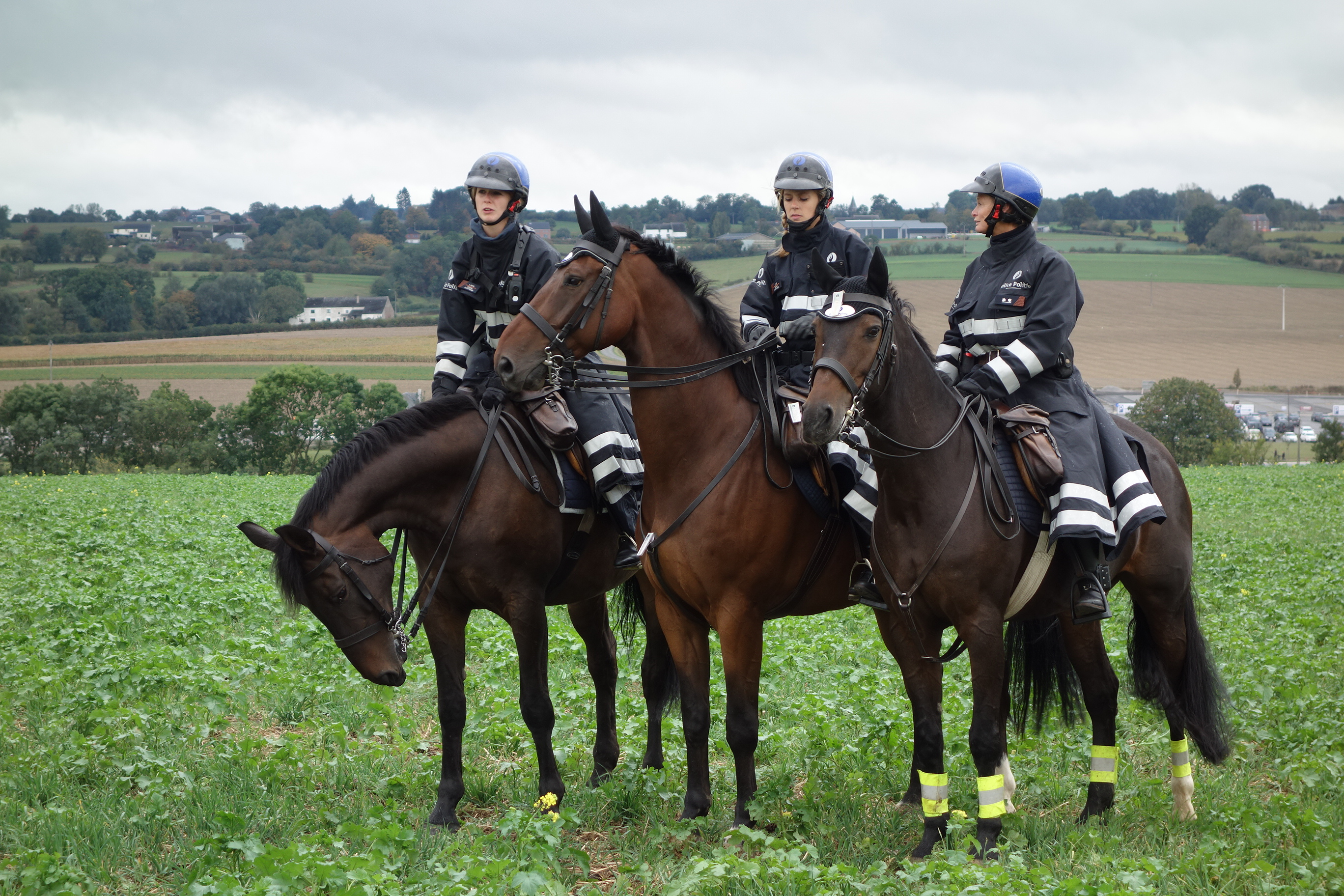
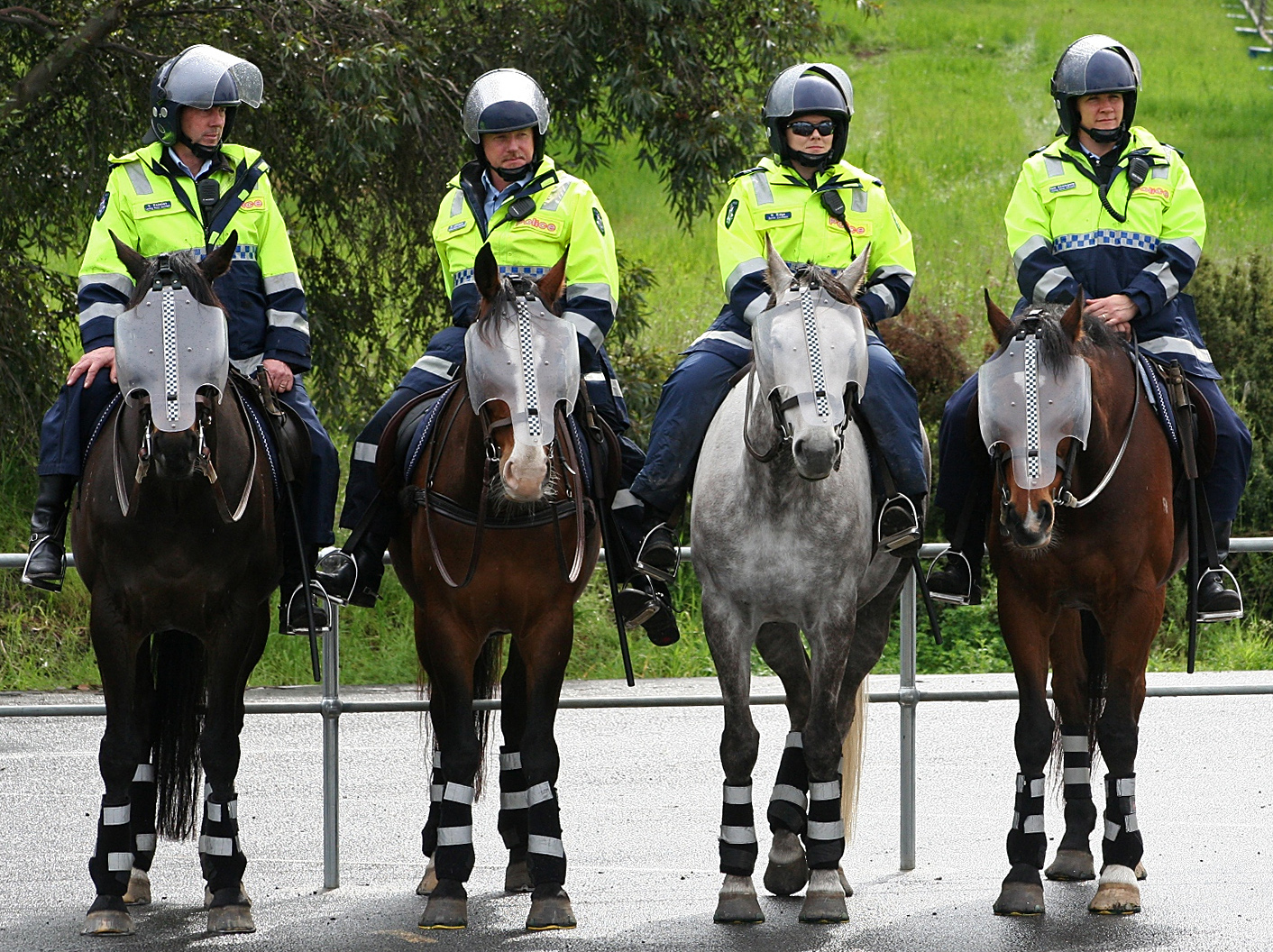
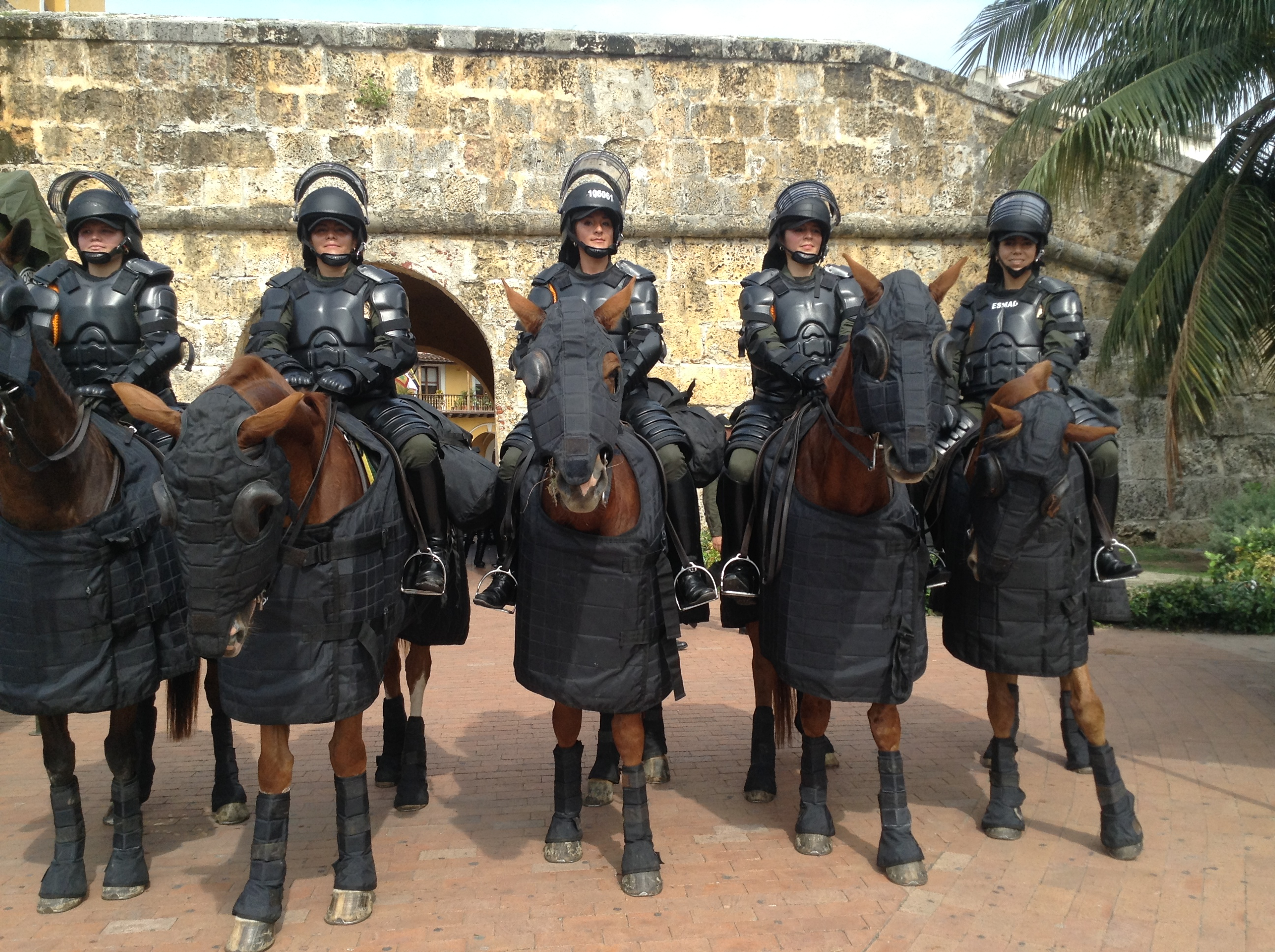
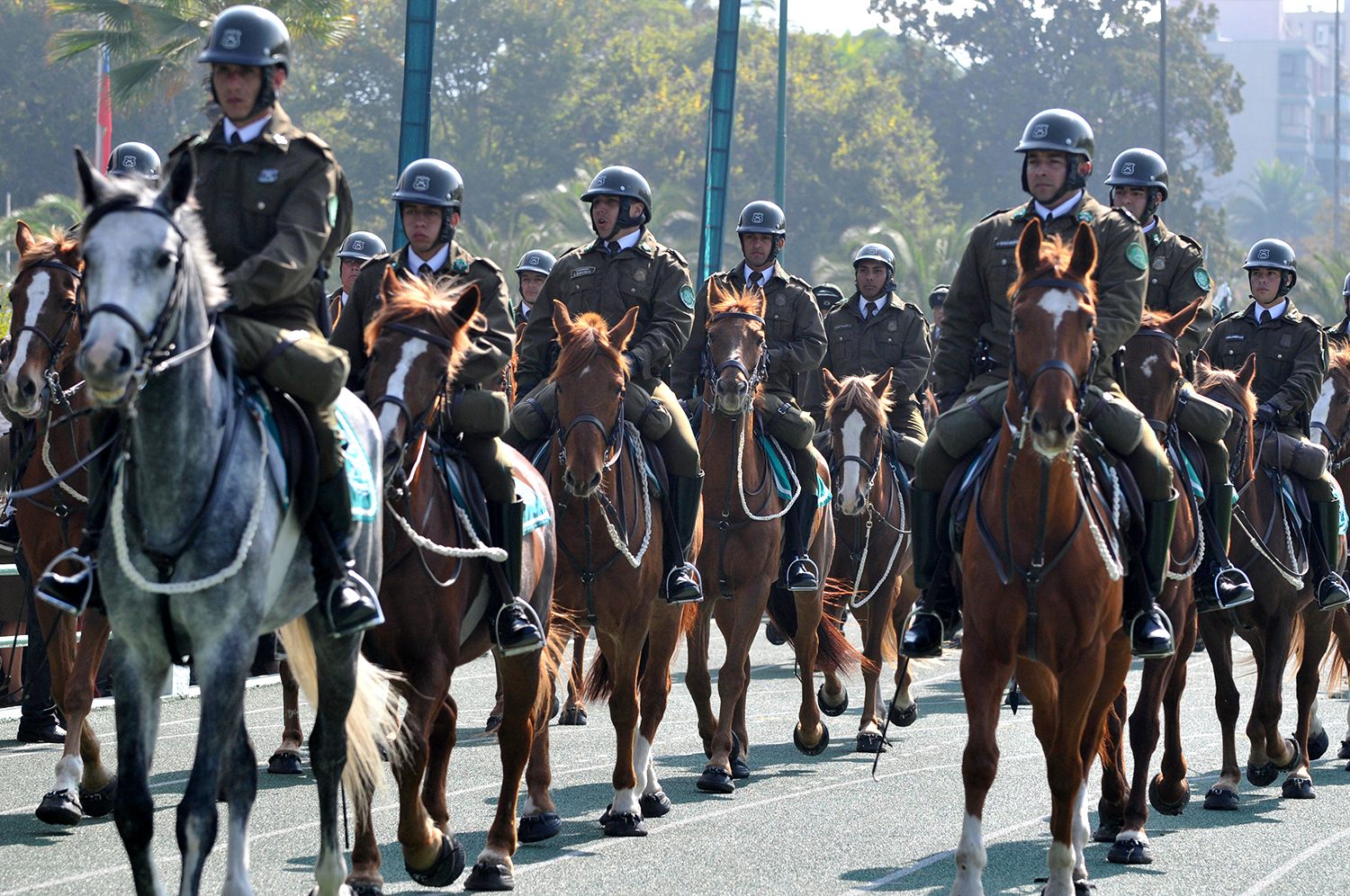
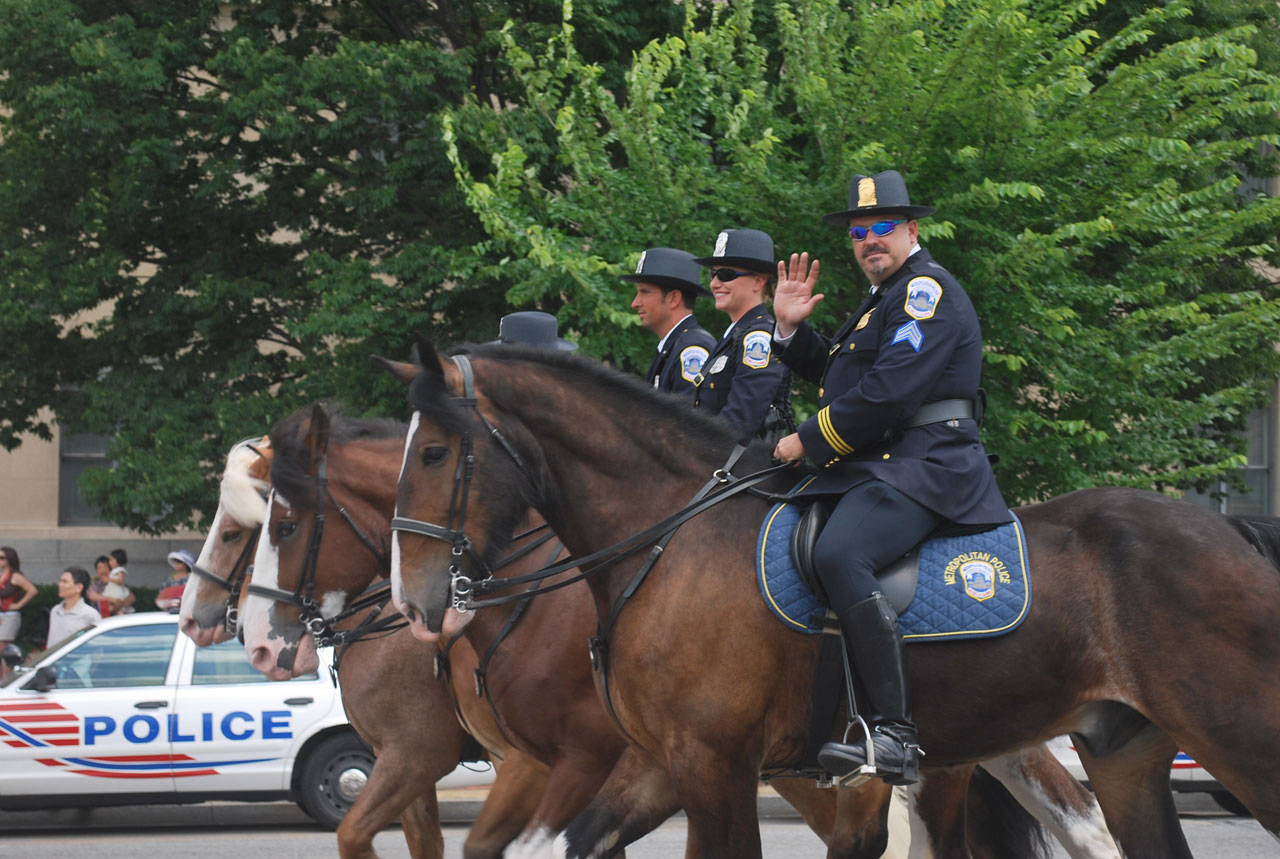

### Недоліки
- Кінний патруль не може працювати увесь рік, переважно часові рамки обмежені кліматичними умовами з кінця квітня до кінця жовтня.
- При використанні поліцейськими коней для контролю натовпу існує ризик того, що деякі люди можуть потрапити під копита коня, що може призвести до травм або смерті, як і будь-яке застосування сили може мати негативні наслідки.
- Використання тварин для службових обов'язків, їх можливість травмування через дії людей порушує моральні принципи в деяких країнах.

### Спорядження
Збруя, якою користується кінна поліція, схожа на стандартний набір для верхової їзди з адаптацією для використання поліцією. Синтетичні сідла часто переважають над тими, що виготовлені з натуральної шкіри, щоб зменшити вагу, що важливо як через тривалі години їзди, так і через те, що поліцейські повинні носити з собою численні предмети особистого спорядження. Підкови з високою тягою виготовлені зі спеціальних металів або з гумовою підошвою, як правило, використовуються в міських районах замість стандартних сталевих підков, які схильні ковзати по асфальту. Так зване взуття для коней з гумовою підошвою також виробляє менше шуму, ніж сталеві, і менше навантажує копита. Коні, які працюють у боротьбі з масовими заворушеннями, носять броню для голови, виготовлену з прозорого матеріалу, щоб тварини все ще бачили. Самі офіцери часто обладнані особливо довгими дерев'яними або полікарбонатними кийками для використання на конях, оскільки стандартні патрульні палиці не матимуть достатньої довжини, щоб вразити або захищати людей на рівні землі.

## Історія
Велика кількість погано відстежуваних доріг та великі райони сіл та міст зробили поліцію на конях необхідною для європейських держав ще до початку 20 століття. Створення організованих правоохоронних органів під час колоніальних та постколоніальних епох зробило концепцію кінної поліції прийнятною майже у всьому світі.

Кінна поліція в історії
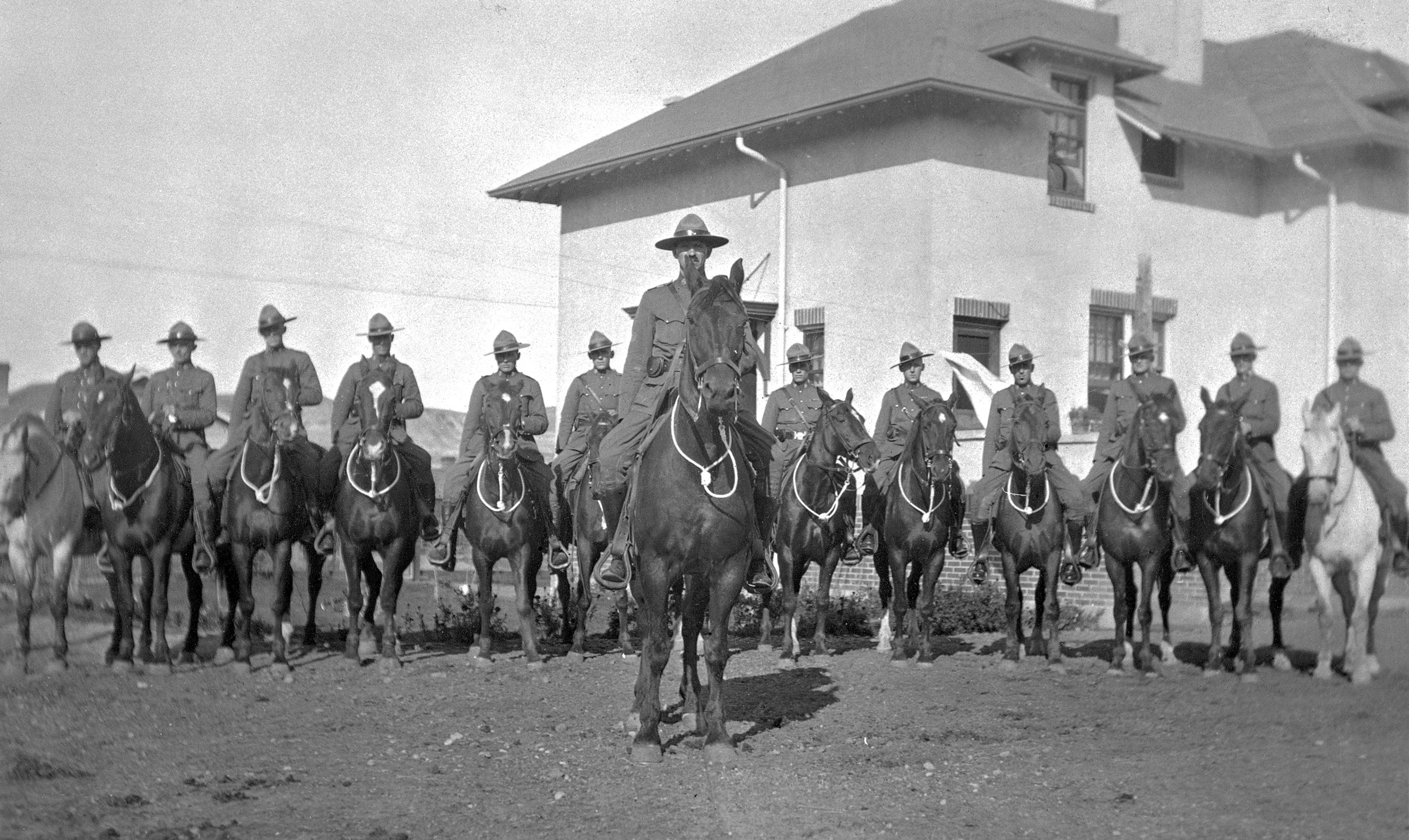
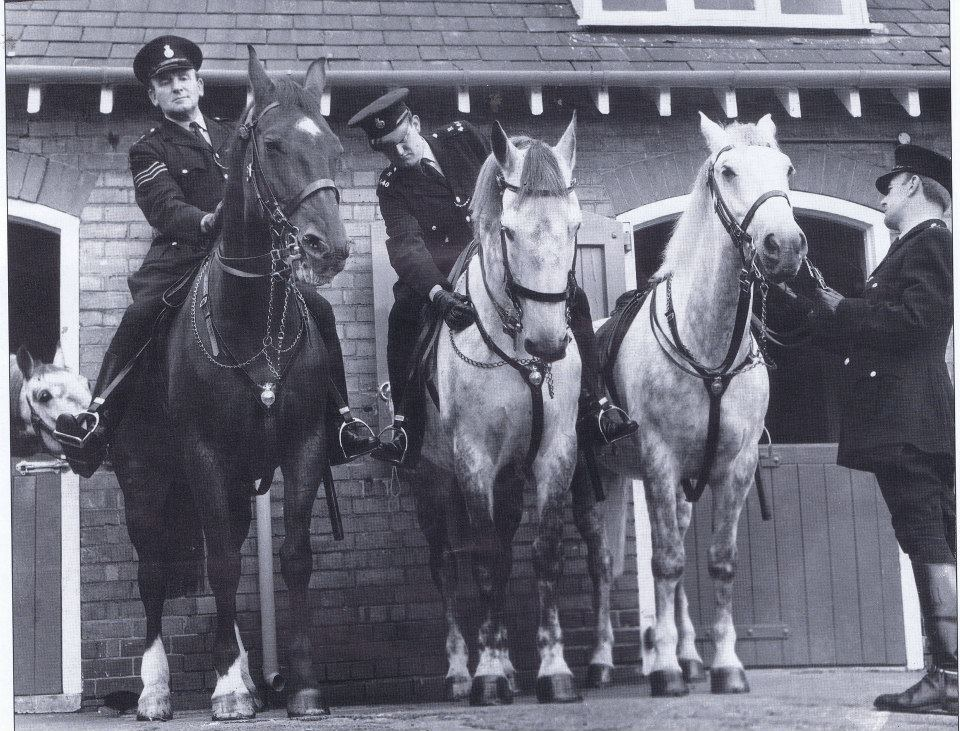
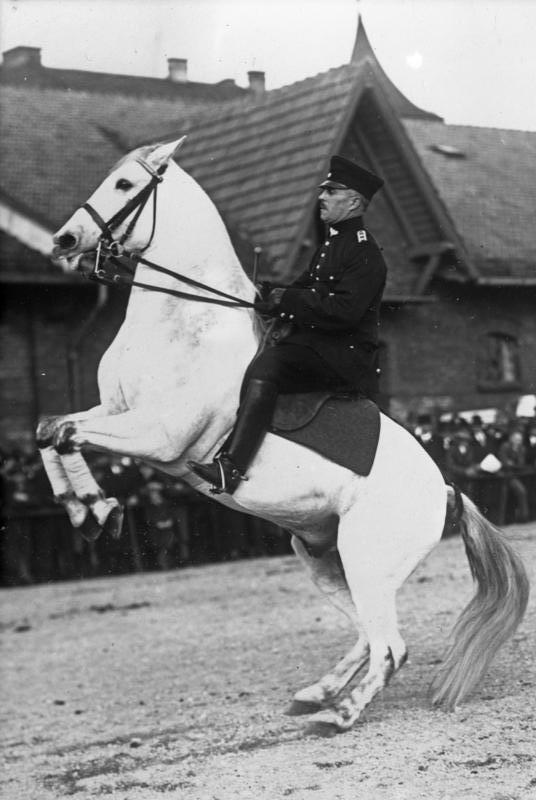
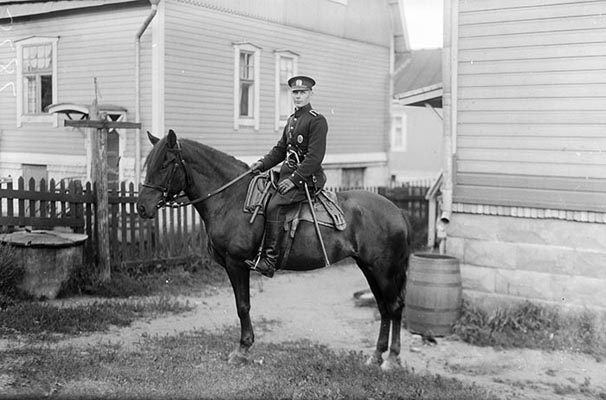
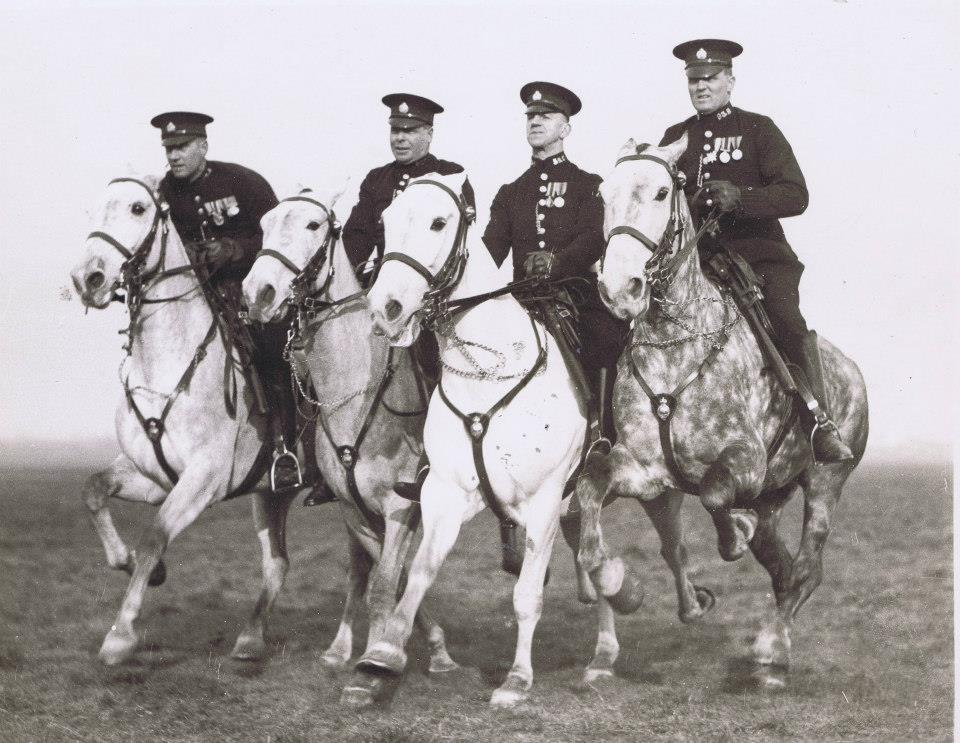
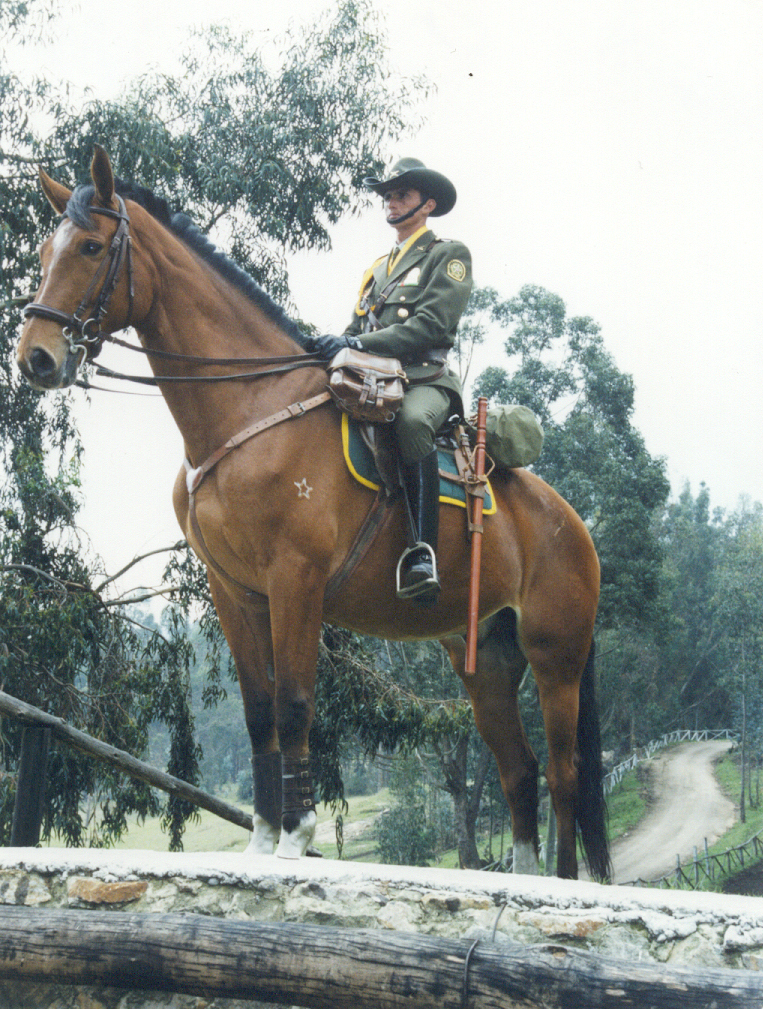

## Кінна поліція України

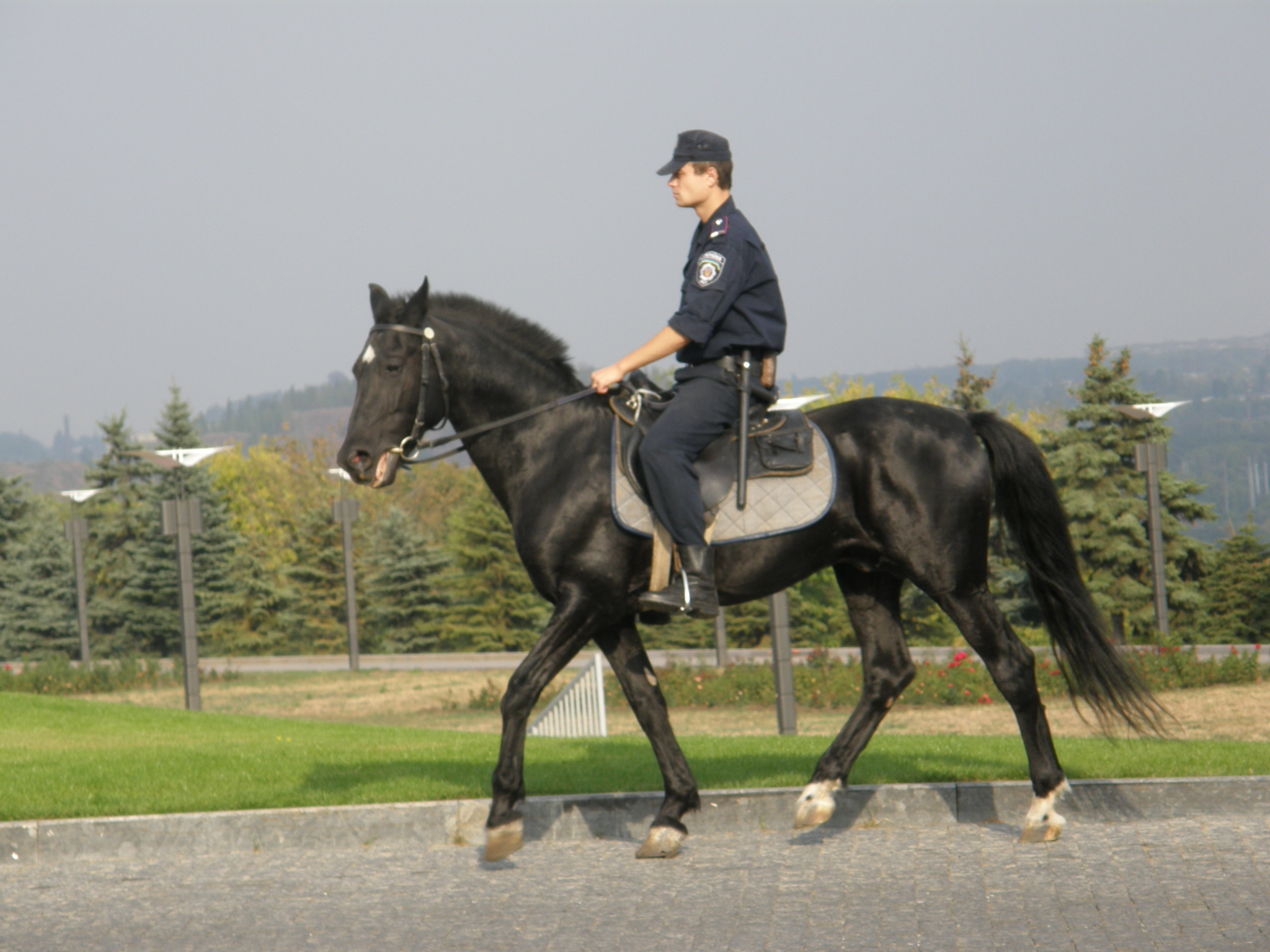
Кінна поліція України, 2010 рік.

Кінна поліція є одним з підрозділів патрульної поліції України, що дотримується вимог визначених Законом України "Про Національну поліцію": верховенство права, дотримання прав і свобод людини, законність, відкритість і прозорість, політична нейтральність, взаємодія з населенням на засадах партнерства та безперервність. В першу чергу пріоритетом є дотримання законності. Іншими принципами є забезпечення публічної безпеки і порядку, охорона прав і свобод людини, а також інтересів суспільства і держави. Не менш важливим принципом є протидія злочинності. Для цього підрозділу поліції дуже важливим і цінним є надання в межах закону допомоги особам, які з різних причин потребують такої допомоги. Але крім цього в роботі кінних поліцейських є важливою любов до напарників, — коней, адже без цього неможливо якісно виконувати свої обов'язки.
Кавалерійський підрозділ було створено 14.01.2000 року, відповідний наказ був підписаний 15.01.2000 року. Породи, які використовують в кінній поліції України: українська верхова, торійська, тракененська, орловська рисиста і інші.